# Chimpay
Chimpay is een plaats in het Argentijnse bestuurlijke gebied Avellaneda in de provincie Río Negro. De plaats telt 3.905 inwoners.